# The Lord of the Rings: The Battle for Middle-earth
The Lord of the Rings: The Battle for Middle-earth (в переводе с англ. — «Властелин колец: Битва за Средиземье») — стратегия в реальном времени, разработанная и выпущенная в продажу компанией Electronic Arts 6 декабря 2004, Первая часть из игры стратегии Средиземья. Игра основана и лицензирована на экранизации Питера Джексона известных книг Дж. Р. Р. Толкина «Властелин колец», а также включает в себя нескольких актёров, озвучивающих хоббитов и магов. Игра использует движок SAGE, ранее использованный в Command & Conquer: Generals. Продолжение, The Lord of the Rings: The Battle for Middle-earth II, было выпущено в продажу 2 марта 2006.
До этого было множество других игр, основанных на истории мира Властелин колец, но «Битва за Средиземье» является уникальной, так как разработчики старались дать игре чувство «живого» Средиземья, используя качественную графику и спецэффекты на момент выхода. Также они хотели дать игре более интуитивную систему, несколько отличную от других игр жанра. Хотя графика игры пользуется заслуженным вниманием, сама игра получила не очень лестные отзывы от критиков. И напротив игра была хорошо принята игроками и даже Питером Джексоном, а также фанатами «Властелина колец» и жанра RTS.
Игра позволяет игроку управлять войсками четырёх основных «фракций» Средиземья: Гондор, Рохан, Изенгард, и Мордор, а также членами Братства. Игровой процесс в BfME почти такой же, как и в Command & Conquer: Generals. Игра даже имеет систему очков, позволяющую игроку приобретать спецспособности по мере уничтожения врагов. Эти способности могут быть вызовом подкрепления эльфийских воинов, роханской конницы, энтов, гигантских орлов, Армии Мертвецов или Балрога.
Название игры происходит от фразы Гэндальфа в конце фильма «Две крепости» — «Битва за Хельмову Падь окончена, Битва за Средиземье только начинается».

## Обзор
Игра функционирует довольно схоже с другими играми жанра; игрок должен управлять армией, экономикой и производством войск. В отличие от других RTS, здания можно строить только на определённых участках, уже существующих на карте. Существуют различные участки: посёлки (одно здание по сборке ресурсов: фермы для добрых фракций или мясобойни для злых фракций), заставы или аванпосты (цитадель, три участка для зданий), лагеря (цитадель, шесть участков для зданий, небольшие сегменты стен и до семи участков для оборонных сооружений; гондорские лагеря имеют четыре оборонных участка и стену, почти полностью окружающую лагерь) и замки (цитадель; восемь участков для зданий у тёмных армий; Рохан получает 7 и 12 оборонных участков; Гондор получает 9 и десяток оборонных участков; Гондор и Рохан имеют стены, на которых могут находиться войска). Войска тренируются батальонами/отрядами, кроме самых сильных (например, тролли и мумаки Мордора, энты Рохана, берсеркеры Изенгарда, осадные орудия), которые тренируются поштучно. Экономика состоит из постройки ферм и кузней; скотобоен, заводов по древесине — лесопилок, и плавилен на определённых участках. Также в игре есть улучшения и спецспособности, чтобы увеличить скорость получения ресурсов
Каждая карта в кампании названа в честь известного региона Средиземья (Вестфолд, Восточный Рохан, Чернолесье, а также дальние регионы — Рун и Харад). Игра честно следует истории в правильном порядке с особыми случаями (Битва при Хорнбурге, Изенгард, Мория, и Минас-Тирит).
В игре используется довольно уникальная система ремонта зданий. Здания не могут ремонтироваться, если на них в этот момент нападают (за исключением Гондора). Также, герои могут лечить сами себя, а отряды восстанавливают численность, когда не в бою. Колодцы у добра также могут лечить войска и регенерировать отряды. История кампании рассказывается актёрами Иэном Маккелленом (Добро; в роли Гэндальфа) и Кристофером Ли (Зло; в роли Сарумана).

## Мультиплеер
Битва за Средиземье известна своим качественным мультиплеером. В нём игроки могут проверить свои тактические и стратегические навыки друг против друга в эпичных сражениях, а также сыграть в режимах 3 на 3, 4 на 4 и поучаствовать в турнирах.
В связи с закрытием официальных серверов в данный момент игра по интернету проходит через эмулятор локальной сети Gameranger.

## Кампания
«Битва за Средиземье» позволяет игроку пройти кампанию за сторону Добра или Зла, происходящую во время Войны Кольца, экранизированную в трилогии Питера Джексона, с небольшими сюжетными отклонениями. Каждая кампания имеет свою концовку. Свободные Народы (Гондор и Рохан) сосредотачиваются на множестве героев, таких как Гэндальф, Арагорн, Фарамир, Теоден, Эомер и других. Силы Тьмы (Мордор и Изенгард) зависят в основном от своих отрядов орков, урук-хай, людей и чудовищ наподобие троллей и мумаков. Финальная битва кампании Добра — нападение на Чёрные врата Мордора, кампания Зла заканчивается осадой Минас-Тирита.

### Режим «Сражение»
Также был добавлен режим «Сражение» где можно выбрать карту, команду, противников, союзников, их цвета и уровень сложности. В этом режиме игрок повышает свой уровень. Можно играть за: Гондор, Мордор, Изенгард и Рохан, также можно выбрать любого противника (в том числе свести в бою Гондор и Рохан; Изенгард и Мордор). Также возможно сделать своих врагов между собой союзниками.

## Продолжение
Продолжение игры The Lord of the Rings: The Battle for Middle-earth II имеет значительные изменения по сравнению с первой игрой. Строительство зданий возвращается к «стандартному» в играх жанра RTS: рабочие могут строить здания где угодно. Также, фракции Рохан и Гондор были объединены в одну — Люди Запада. Новые фракции включают в себя эльфов и гномов и гоблинов. Также стали возможными строительство эльфийских и умбарских кораблей. Вторая игра использует события, описанные в книгах, а не в фильмах: о том, как Саурон послал войска на Север, чтобы захватить земли гномов и эльфов. Обе кампании описываются Элрондом (Хьюго Уивинг).
The Lord of the Rings: The Battle for Middle-earth II: The Rise of the Witch-king возвращается в прошлое и показывает, как был основан Ангмар после гибели Исильдура. Новая фракция в игре — Ангмар, под предводительством Короля-чародея, состоящая из чёрных нуменорцев, орков с горы Гундабад, варваров Рудаура, волков и троллей.

## Отзывы
| Сводный рейтинг       | Сводный рейтинг |
| Агрегатор             | Оценка          |
| --------------------- | --------------- |
| GameRankings          | 82,27 %         |
| Metacritic            | 82/100          |
| Русскоязычные издания |                 |
| Издание               | Оценка          |
| Absolute Games        | 70/100          |
| «Игромания»           | 8/10            |

Игра была принята в целом очень хорошо. Её хвалили за хорошую на время выхода графику, использование музыкальных тем из фильма, написанных известными композиторами, а также за превосходный мультиплеер в котором игроки могут играть с друг другом в различных режимах.

## Награды
The Battle for Middle-earth выиграла три награды:
- E3 2004 Game Critics Awards — награда за лучшую стратегию,
- 2005 GIGA Games — награда за лучшую стратегию,
- GameSpy — выбор редакции E3 2004.